# یلدا (مجموعه تلویزیونی)
یلدا مجموعه تلویزیونی محصول سال ۱۳۹۱ تولید شده در مرکز سیمافیلم به کارگردانی حسن میرباقری، نویسندگی الهه میرباقری و آزاده محسنی و تهیه‌کنندگی بهروز خوش‌رزم می‌باشد که از شبکه سه پخش شد. این مجموعه در ۱۱ قسمت تهیه شد.

## خلاصه داستان
این مجموعه داستان حاج محمدعلی زاهدی مشهور به مندلی که سال‌ها است سنت تعزیه‌خوانی را در شهر بسطام حفظ کرده است با نزدیک شدن زمان مرگش احساس می‌کند که خطا یا گناهی در گذشته باعث تنهایی و آشفتگی امروز او و دور افتادن فرزندانش از اصالت‌ها است. وی به جستجو در گذشته اش می‌پردازد تا این …

## بازیگران
| بازیگر            | نقش            |
| ----------------- | -------------- |
| چنگیز جلیلوند     | محمدعلی زاهدی  |
| حمیدرضا آذرنگ     | فتاح           |
| الهام پاوه نژاد   | عاطفه          |
| محمدرضا شریفی نیا | علی زاهدی      |
| کاظم هژیرآزاد     | حاج رضا        |
| فریبا کوثری       | آفاق           |
| سید مهرداد ضیایی  | کاوه           |
| بیژن افشار        | آصف زاهدی      |
| حامد میرباقری     | صادق           |
| اکبر سلطانعلی     | مالک           |
| سحر افتاده        | یلدا           |
| حمید عطایی        | مهدی ننه سکینه |
| اسماعیل خلج       | حاج اسماعیل    |